# Runcinia khandari
Runcinia khandari es una especie de araña cangrejo del género Runcinia, familia Thomisidae. Fue descrita científicamente por Gajbe en 2004.

## Distribución
Esta especie se encuentra en Asia: India.

## Tratamiento taxonómico
La especie aparece registrada y publicada en Spiders of Jabalpur, Madhya Pradesh (Arachnida: Araneae). Records of the Zoological Survey of India, Occasional Paper 227: 1–154.